# Yuka Satō (Leichtathletin)
Yuka Satō (jap. 佐藤 有香, Satō Yuka; * 21. Juli 1992 in der Präfektur Osaka) ist eine japanische Speerwerferin.

## Sportliche Laufbahn
Erste internationale Erfahrungen bei internationalen Meisterschaften sammelte Yuka Satō 2009 bei den Jugendweltmeisterschaften in Brixen, bei denen sie mit einer Weite von 48,14 m im Finale den neunten Platz belegte. Im Jahr darauf gewann sie bei den Juniorenasienmeisterschaften in Hanoi mit 48,46 m die Bronzemedaille. 2011 gewann sie bei den Asienmeisterschaften in Kōbe mit einer Weite von 54,16 m die Bronzemedaille hinter den beiden Chinesinnen Liu Chunhua und Wang Ping. Es folgten Jahre, in denen sie nur nationale Wettkämpfe bestritt, ehe sie sich 2019 steigern konnte und sich für die Weltmeisterschaften in Doha qualifizierte, bei denen sie aber mit 55,03 m nicht das Finale erreichte.
2020 wurde Satō japanische Meisterin im Speerwurf. Sie absolvierte ein Studium am Higashiosaka College in Higashiōsaka.